# Square Jean-Absil
Pour les articles homonymes, voir Absil.
La square Jean Absil (en néerlandais : Jean Absilsquare) est un square bruxellois de la commune d'Etterbeek, situé au croisement de l'avenue Hansen-Soulie et de la rue de Pervyse.
Le square doit son nom au compositeur belge Jean Absil (1893-1974). Aucune habitation n'a comme adresse le square Jean Absil.